# رابرت فیسک
رابرت فیسک (به انگلیسی: Robert Fisk)ِ؛ (زاده ۱۲ ژوئیهٔ ۱۹۴۴ در میدستون – درگذشته ۳۰ اکتبر ۲۰۲۰ در دوبلین) نویسنده و روزنامه‌نگار انگلیسی- ایرلندی بود. وی خبرنگار بین‌المللی بود که به جنگ‌های داخلی لبنان، الجزایر و سوریه، جنگ ایران و عراق، جنگ‌های بوسنی و کوزوو، جنگ شوروی در افغانستان، انقلاب ۱۳۵۷، حمله صدام حسین به کویت (جنگ خلیج فارس) و اشغال عراق پوشش داد.

## آغاز زندگی و خانواده
رابرت فیسک به عنوان تک فرزند در میدستون، کنت در جنوب غربی انگلستان زاده شد. پدر وی، ویلیام فیسک (۱۸۹۹–۱۹۹۲) بود و در جنگ جهانی اول جنگیده بود.
رابرت فیسک در یاردلی کورت، یک مدرسه مقدماتی، تحصیل کرد. سپس در مدرسه ساتن والانس و دانشگاه لنکستر درس خواند و در آنجا در مجله دانشجویی جان اوگانتلت کار کرد. وی دکترای علوم سیاسی را از کالج ترینیتی دوبلین در سال ۱۹۸۳ دریافت کرد. عنوان پایان‌نامه دکترای او وضعیت جنگ محدود بود.
او بعدها شهروند جمهوری ایرلند شد و در دوبلین زندگی می کرد.

## کار حرفه‌ای

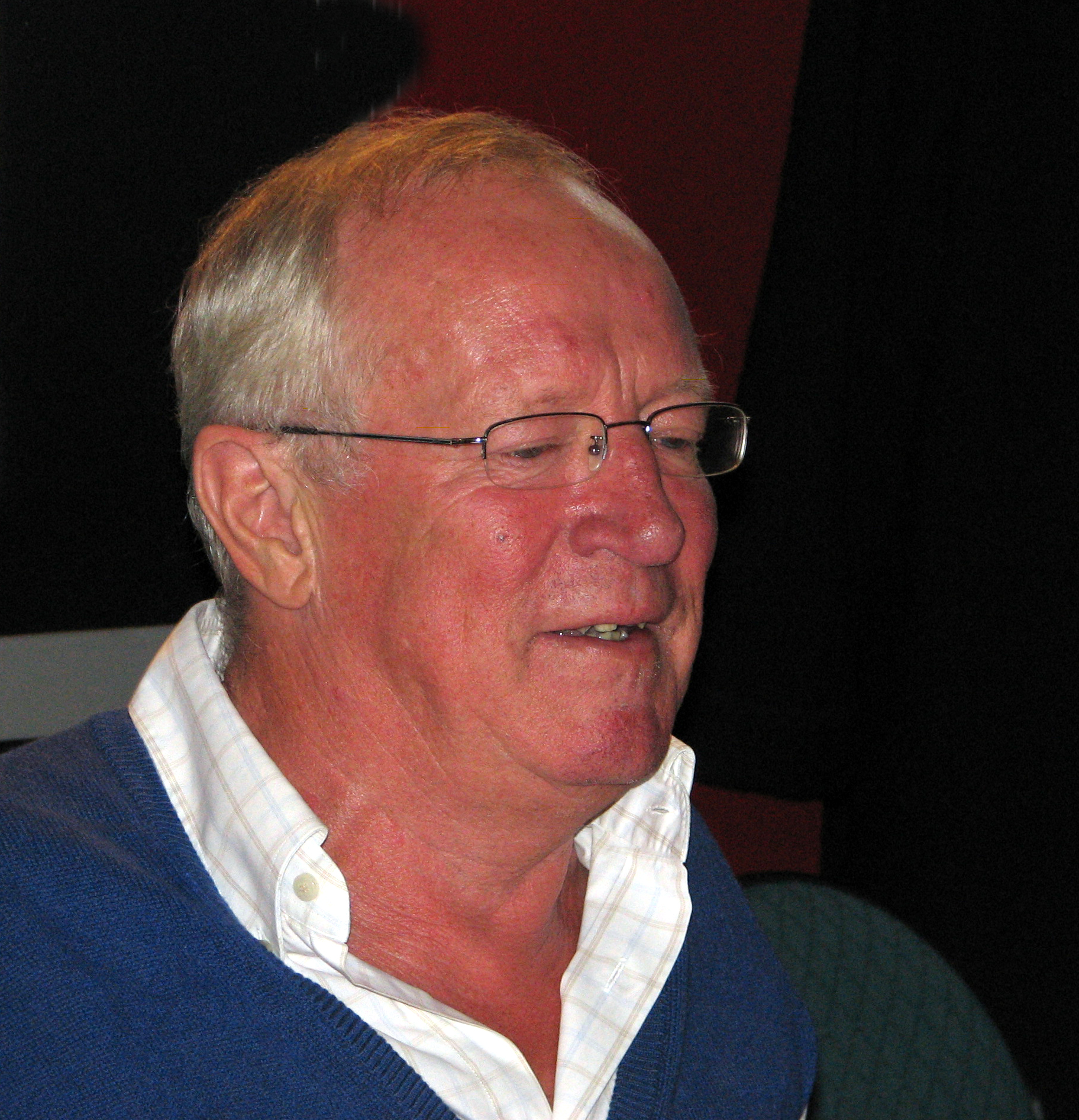
رابرت فیسک در مراسم امضای کتاب در جشنواره نویسندگان در کرایست‌چرچ، نیوزیلند.

رابرت فیسک حرفه خود را با ساندی اکسپرس آغاز کرد. رابرت فیسک در سال ۱۹۷۲ به بلفاست رفت و از درگیری‌های ایرلند شمالی برای روزنامه تایمز گزارش تهیه کند. سپس به عنوان خبرنگار مجله تایمز در ایرلند شمالی، پرتغال، و خاور میانه کار کرد. وی در ۱۹۷۶ به عنوان خبرنگار تایم به بیروت رفت. اما به دلیل مشکلات با روپرت مرداک از روزنامه تایمز جدا شده و به ایندیپندنت پیوست. فیسک به عنوان خبرنگار روزنامه ایندیپندنت در امور خاورمیانه بیش از سی سال ساکن بیروت بود.
رابرت فیسک با تسلط به زبان عربی از اندک خبرنگاران غربی بود که با اسامه‌بن لادن مصاحبه کرد. وی سه بار طی سال‌های ۱۹۹۳ تا ۱۹۹۷ این مصاحبه‌ها را انجام داد.
رابرت فیسک از منتقدان سیاست های آمریکا و اسرائیل در خاورمیانه بود.

## درگذشت
رابرت فیسک در ۳۰ اکتبر ۲۰۲۰ بر اثر سکته قلبی درگذشت.

## جوایز
فیسک جوایز بسیاری از انجمن‌های روزنامه‌نگاری انگلستان و بین‌الملل، از جمله گزارشگر خارجی جوایز مطبوعات سال را هفت بار دریافت کرد. فیسک دو بار برنده جایزه «خبرنگار سال» شد و در سال ۱۹۹۲ جوایز رسانه‌ای بین‌المللی را برای گزارش خود به نام «طرف دیگر حماسه گروگان‌ها» دریافت کرد. نیویورک تایمز در سال ۲۰۰۵ رابرت فیسک را سرشناس‌ترین خبرنگار بین المللی در بریتانیا نامید.
از دیگر افتخارات فیسک می‌توان به موارد زیر اشاره کرد:
- ۱۹۸۴ مدرک افتخاری دانشگاه لنکستر
- ۱۹۹۱ جایزه جیکوب برای پوشش خلیج فارس در رادیو RTÉ۱
- ۱۹۹۹ جایزه اورول برای روزنامه‌نگاری
- ۲۰۰۱ جایزه دیوید وات برای تحقیق دربارهٔ نسل‌کشی ارمنی‌ها در سال ۱۹۱۵ توسط امپراتوری عثمانی
- ۲۰۰۲ جایزه مارتا گلهورن برای روزنامه‌نگاری
- ۲۰۰۳ دکترای افتخاری دانشگاه آزاد
- ۲۰۰۴ دکترای افتخاری دانشگاه کارلتون
- ۲۰۰۵ سخنران افتخاری یادبود ادوارد سعید در دانشگاه آدلاید
- ۲۰۰۶ مدرک افتخاری دانشگاه ملکه بلفاست
- ۲۰۰۶ جایزه آزادی فرهنگی لانان به ارزش ۳۵۰٬۰۰۰ دلار
- ۲۰۰۸ دکترای افتخاری کالج ترینیتی دوبلین
- مدال طلای انجمن تاریخی کالج ۲۰۰۹ برای مشارکت برجسته در گفتمان عمومی
- ۲۰۰۹ مدرک افتخاری از دانشگاه لیورپول
- جایزه بین‌المللی سال ۲۰۱۱ در جوایز رسانه ای ساحل آمالفی، ایتالیا

## کتاب‌ها
- نقطه بازگشت
- در زمان جنگ
- لبنان در جنگ
- جنگ بزرگ تمدن: فتح خاورمیانه
- عصر جنگجو
- رابرت فیسک در الجزایر